# 12 de Octubre FC
12 de Octubre Football Club jest paragwajskim klubem piłkarskim z siedzibą w mieście Itauguá.

## Osiągnięcia
- Wicemistrz Paragwaju: 2002
- Mistrz drugiej ligi paragwajskiej Intermedia: 1997
- Mistrz lokalnej ligi (Liga Itaugueña) (14): 1924, 1926, 1927, 1977, 1980, 1983, 1985, 1986, 1987, 1988, 1989, 1991, 1993, 1995

## Historia
Klub założony został 14 sierpnia 1914 roku. W roku 1997 wygrał drugą ligę, dzięki czemu awansował do pierwszej ligi (Primera división paraguaya). Największy sukces 12 de Octubre odniósł w roku 2002, kiedy to wygrał turniej Clausura. Dało to możliwość ubiegania się o tytuł mistrza Paragwaju. Przeciwnikiem był zwycięzca turnieju Apertura Libertad Asunción. Jednak po porażce u siebie 1:2 i klęsce 1:4 w Asunción przyszło zadowolić się wicemistrzostwem. W roku 2003 oddany został do użytku nowy stadion – Estadio Juan Canuto Pettengill.

## Znani gracze w historii klubu
- Salvador Cabañas
- Darío Verón
- Julio César Enciso